# Tagish Lake
Tagish Lake är en sjö i Kanada.   Den ligger i Yukon och norra British Columbia, i den västra delen av landet, 4 100 km väster om huvudstaden Ottawa. Tagish Lake ligger 660 meter över havet. Arean är 213 kvadratkilometer. Den sträcker sig 65,9 kilometer i nord-sydlig riktning, och 33,7 kilometer i öst-västlig riktning.
Trakten runt Tagish Lake är nära nog obefolkad, med mindre än två invånare per kvadratkilometer.